# Wasserstraße 57 (Stralsund)

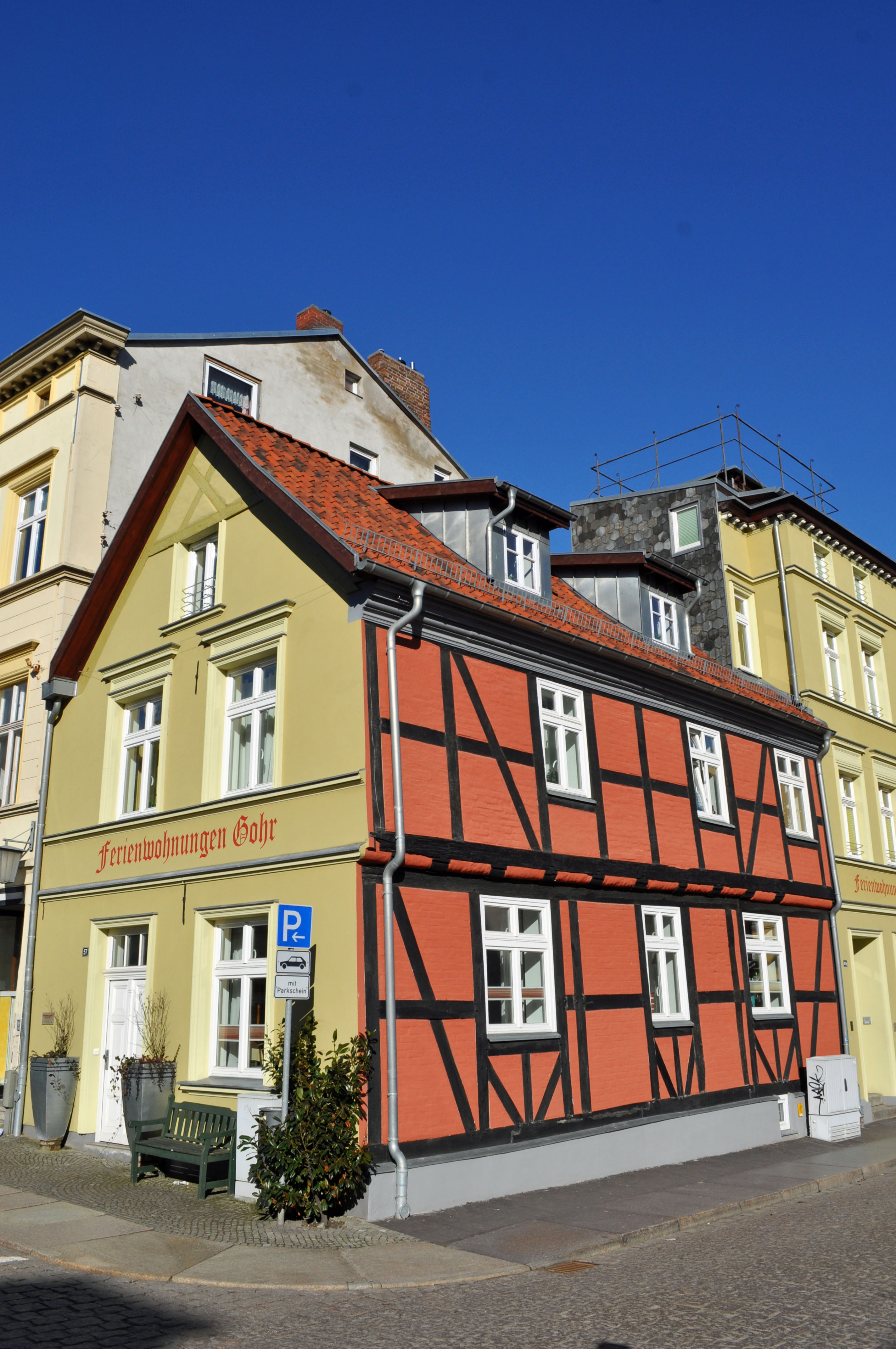
Das Haus Wasserstraße 57 in Stralsund (2012)

Das Gebäude mit der postalischen Adresse Wasserstraße 57 ist ein denkmalgeschütztes Bauwerk in der Wasserstraße in Stralsund, an der Ecke zur Langenstraße.
Das Haus wurde Mitte des 18. Jahrhunderts errichtet.
Der zweigeschossige, verputzte Fachwerkbau weist zur Wasserstraße mit seiner zweiachsigen Giebelseite. An der Traufseite zur Langenstraße wurde um die Mitte des 19. Jahrhunderts ein schmaler, dreigeschossiger Anbau errichtet.
Das Haus liegt im Kerngebiet des von der UNESCO als Weltkulturerbe anerkannten Stadtgebietes des Kulturgutes „Historische Altstädte Stralsund und Wismar“. In die Liste der Baudenkmale in Stralsund ist es mit der Nummer 788 eingetragen.